# Знежирене молоко
Знежирене молоко, зби́ране молоко, заст. молочні відві́йки, розм. спідня́к — продукт, що отримується при відділенні на сепараторі вершків від незбираного молока. Містить близько 3,2 % білків, 4,8 % молочного цукру, 0,05 % жиру, 0,7 % мінеральних речовин. 
Використовується як харчовий продукт в натуральному вигляді, а також для приготування знежирених продуктів (сухого і згущеного молока, напою типа кумису, що має антибіотичні і дієтичні властивості, кислого молока, ацидофіліну, кефіру, сиру), для виробництва казеїну, а також для годування молодняка сільськогосподарських тварин (свіжіше, сквашене, як складова частина замінників незбираного молока).